# Campbell (Florida)
Campbell è un census-designated place (CDP) degli Stati Uniti d'America, nella contea di Osceola.